# Gilead Sciences
Gilead Sciences («Гилеад Сайенсис») — американская фармацевтическая компания. Штаб-квартира расположена в Фостер-сити, штат Калифорния. В списке крупнейших публичных компаний мира Forbes Global 2000 за 2021 год компания Gilead Sciences заняла 518-е место (390-е по обороту, 536-е по активам и 178-е по рыночной капитализации.

## История
Компания основана в июне 1987 года Майклом Риорданом (Michael Riordan) при финансовой поддержке Menlo Ventures (одной из первых калифорнийских компаний в сфере венчурного финансирования). Компания была названа по Галаадскому (или Меккскому) бальзаму (англ. Balm of Gilead), который считается первым в истории фармацевтических продуктом. Свои исследования компания направила в сторону лечения вирусных заболеваний, в частности СПИДа, средствами антисмысловой терапии. Первое десятилетие компания была убыточной, практически не имея выручки, существовала на частные инвестиции, а в январе 1992 года провела первичное размещение акций, принесшее 86 млн долларов; небольшим источником доходов было выполнение исследований для британской компании Glaxo и Пентагона. В середине 1992 года был разработан первый препарат, Вистид (Vistide, cidofovir), для борьбы с цитомегаловирусом сетчатки; он был выпущен на рынок США в 1996 году. В марте 1999 года была куплена компания из Колорадо NeXstar Pharmaceuticals, наиболее успешным её препаратом было противогрибковые средство AmBisome (Амфотерицин B). Также в 1999 году был одобрен регуляторами фармрынка препарат для лечения гриппа Тамифлю (Осельтамивир). Благодаря этим препаратам выручка Gilead Sciences в 2000 году составила 142 млн долларов. В конце 2002 года за 464 млн долларов была куплена Triangle Pharmaceutical, также специализировавшаяся на противовирусных препаратах.
Благодаря эпидемии птичьего гриппа в 2004 году спрос на Тамифлю резко вырос, в 2005 году выручка компания выросла в четыре раза (до $161 млн), она впервые получила чистую прибыль. В последующие годы компания быстро росла за счёт поглощений, крупнейшими из них были в 2006 году — Raylo Chemicals за $133,3 млн и Myogen за $2,5 млрд, в 2009 году — CV Therapeutics за $1,4 млрд , в 2011 году — Pharmasset за $10,4 млрд, в 2017 году — Kite Pharma за $11,9 млрд, , в 2020 году — Forty Seven за $4,9 млрд и Immunomedics за $21 млрд.

## Деятельность
Более 90 % продаж компании приходится на США, 65 % — на трёх крупнейших оптовых торговцев медикаментами: AmerisourceBergen, Cardinal Health и McKesson. Основные производственные мощности находятся в штатах Калифорния и Нью-Джерси, а также в Ирландии, Нидерландах и Канаде; часть лекарственных средств производят сторонние контрактные производители.
На препараты для больных СПИДом приходится 60 % выручки компании, самым продаваемым является Биктарви (Biktarvy, Bictegravir/emtricitabine/tenofovir alafenamide, $8,62 млрд). Продажи Веклури (Vekluri, ремдесивир) для лечения COVID-19 в 2021 году составили $5,57 млрд, из них $3,64 млрд в США.
Торговые марки компании включают следующие препараты: AmBisome, Atripla, Biktarvy, Cayston, Complera, Descovy, Descovy for PrEP, Emtriva, Epclusa, Eviplera, Genvoya, Harvoni, Hepcludex (bulevirtide), Hepsera, Jyseleca (filgotinib), Letairis, Odefsey, Ranexa, Sovaldi, Stribild, Tecartus, Trodelvy, Truvada, Truvada for PrEP, Tybost, Veklury, Vemlidy, Viread, Vosevi (Воксилапревир), Yescarta и Zydelig.
|                     | 2007  | 2008  | 2009  | 2010  | 2011  | 2012  | 2013  | 2014  | 2015  | 2016  | 2017  | 2018  | 2019  | 2020  | 2021  |
| ------------------- | ----- | ----- | ----- | ----- | ----- | ----- | ----- | ----- | ----- | ----- | ----- | ----- | ----- | ----- | ----- |
| Оборот              | 4,230 | 5,336 | 7,011 | 7,949 | 8,385 | 9,702 | 11,20 | 24,89 | 32,64 | 30,39 | 26,11 | 22,13 | 22,45 | 24,69 | 27,31 |
| Чистая прибыль      | 1,585 | 1,979 | 2,636 | 2,901 | 2,804 | 2,574 | 3,057 | 12,06 | 18,11 | 13,49 | 4,628 | 5,455 | 5,386 | 0,123 | 6,225 |
| Активы              | 5,731 | 6,937 | 9,699 | 11,59 | 17,30 | 21,20 | 22,56 | 34,60 | 51,72 | 56,98 | 70,28 | 63,68 | 61,63 | 68,41 | 67,95 |
| Собственный капитал | 3,753 | 4,466 | 6,505 | 6,122 | 6,867 | 9,544 | 11,75 | 15,82 | 19,11 | 19,36 | 20,44 | 21,39 | 22,53 | 18,20 | 21,07 |